# See What’s on the Inside
See What’s on the Inside — седьмой студийный альбом британской рок-группы Asking Alexandria. Альбом был выпущен 1 октября 2021 года на лейбле Better Noise Music и спродюсирован Мэттом Гудом.

## История и продвижение
7 июня 2021 года группа объявила о подписании контракта с лейблом Better Noise Music. 20 августа группа неожиданно выпустила свой новый сингл «Alone Again». В то же время группа раскрыла информацию о самом альбоме, его обложке, списке композиций и дате выхода. Гитарист Бен Брюс прокомментировал песню: «„Alone Again“ и остальной альбом — это результат того, что мы воссоединились и снова полюбили то, ради чего мы вообще создали эту группу. Никаких излишеств или дешёвых приёмов, просто мы впятером играем на своих инструментах так сильно и так громко, как только можем!».
31 августа группа выпустила официальный клип на песню «Alone Again». 23 сентября, за неделю до выхода альбома, группа анонсировала в своих социальных сетях песню «Faded Out», которая выйдет 1 октября. Для продвижения альбома группа также объявила, что совместно с Point North поддержит перенесенный тур A Day to Remember «The Re-Entry Tour» в сентябре 2021 года. 27 сентября группа объявила о своем хедлайнерском туре по Европе и Великобритании 2022 года в поддержку альбома. 1 октября, в день выхода альбома, группа представила клип на песню «Never Gonna Learn».
20 мая 2022 года группа выпустила официальный клип на альтернативную версию песни «Faded Out», в котором в качестве приглашенной певицы выступила Шарон ден Адель из нидерландской симфо-метал группы Within Temptation. Эта версия будет использована в предстоящем фильме The Retaliators.

## Оценки критиков
| Оценки критиков | Оценки критиков |
| Источник        | Оценка          |
| --------------- | --------------- |
| Kerrang!        | [ 20 ]          |
| Louder Sound    | [ 21 ]          |
| Wall of Sound   | 7.5/10          |

Альбом получил в целом положительные отзывы критиков. Kerrang! поставил альбому 3 балла из 5: «В конечном счёте, когда Asking Alexandria нагнетают драматизм, как они это делают в „Alone Again“, заглавном треке и заключительной катастрофической композиции „The Grey“, See What’s on the Inside действительно набирает обороты. Это доказательство того, что Дэнни и компания способны на большее, чем быть отшлифованным радио-роком, и если они будут еще больше использовать эту зрелищность и театральность в дальнейшем, они могут принять интригующую, захватывающую форму». Louder Sound оценили альбом положительно и заявили: «Это возмутительно заразительный звук группы, наслаждающейся своими влияниями и творчеством, которое они вдохновляют». Wall of Sound поставил альбому оценку 7,5/10 и сказал: «На See What’s on the Inside Asking Alexandria многообещающе возвращаются к привычному, создавая одни из своих самых сильных треков за последние четыре года. Я определённо считаю этот альбом более цельным и приятным, чем прошлогодний релиз, и вы можете сказать, что они вернулись к истокам, сосредоточились на своих корнях и хорошенько подумали о том, какими они хотели бы видеть себя на сцене в будущем. Asking Alexandria уже не та группа, что была в 2009 году, их музыкальный стиль развивается по пути мелодичности и глубоких эмоций, которые не оставят вас равнодушными. Хотя им ещё предстоит найти ту идеальную гармонию в своей музыке, которая понравится всем, этот альбом двигает их в правильном направлении к будущим релизам».

## Список композиций
Слова и музыка всех песен — Asking Alexandria.
| №                   | Название                   | Длительность |
| ------------------- | -------------------------- | ------------ |
| 1.                  | «Intro»                    | 0:56         |
| 2.                  | «Alone Again»              | 3:48         |
| 3.                  | «Faded Out»                | 3:05         |
| 4.                  | «Never Gonna Learn»        | 3:18         |
| 5.                  | «If I Could Erase It»      | 4:11         |
| 6.                  | «Find Myself»              | 4:40         |
| 7.                  | «You've Made It This Far»  | 4:21         |
| 8.                  | «See What's on the Inside» | 4:36         |
| 9.                  | «Misery Loves Company»     | 4:03         |
| 10.                 | «Fame»                     | 3:18         |
| 11.                 | «The Grey»                 | 3:46         |
| Общая длительность: | Общая длительность:        | 40:02        |

| №                   | Название                                                | Длительность |
| ------------------- | ------------------------------------------------------- | ------------ |
| 12.                 | «New Devil» (при участии Марии Бринк из In This Moment) | 3:34         |
| 13.                 | «Miles Away»                                            | 4:33         |
| 14.                 | «Faded Out» (при участии Within Temptation)             | 3:05         |
| 15.                 | «See What's on the Inside» (акустическая)               | 4:03         |
| 16.                 | «Never Gonna Learn» (акустическая)                      | 3:06         |
| 17.                 | «Find Myself» (акустическая)                            | 3:32         |
| 18.                 | «Faded Out» (акустическая)                              | 2:43         |
| 19.                 | «Alone Again» (акустическая)                            | 2:19         |
| Общая длительность: | Общая длительность:                                     | 66:57        |

## Участники записи

### Asking Alexandria
- Дэнни Уорсноп — ведущий вокал
- Бен Брюс — соло-гитара, бэк-вокал
- Кэмерон Лидделл — ритм-гитара
- Сэм Беттли — бас-гитара, фортепиано[23]
- Джеймс Касселлс — ударные

### Дополнительные участники
- Мэтт Гуд[англ.] — продюсер, сведение
- Бенджамин Байнум — звукорежиссёр

## Чарты
| Чарт (2021)                                   | Высшая позиция |
| --------------------------------------------- | -------------- |
| Германия (Offizielle Top 100)                 | 50             |
| Швейцария (Schweizer Hitparade)               | 79             |
| Великобритания (UK Independent Albums Chart)  | 16             |
| Великобритания (UK Rock & Metal Albums Chart) | 10             |